# Françoise Ligier
Pour les articles homonymes, voir Ligier (homonymie).
Françoise Ligier est une journaliste et productrice réalisatrice d'émissions radiophoniques historiques et littéraires française née le 24 septembre 1929 à Paris où elle est morte le 22 novembre 2006.

## Biographie
Françoise Ligier naît le 29 juin 1937.
Sa carrière débute en 1959 lorsqu'elle entre à l'Office de coopération radiophonique (OCORA). Elle y dirige les programmes africains. Elle produit Terre de Légendes, qui propose à des comédiens d’origine africaine d’enregistrer des dramatiques inspirées des récits traditionnels africains. L'émission devient trois ans plus tard Au regard de l’Histoire, avec la volonté de s'appuyer sur des récits authentiquement démontrés. La série s'arrête en 1969 et c'est Jacqueline Sorel qui hérite du projet d'émission d’histoire africaine.
En 1969, elle crée le concours théâtral interafricain, avec pour objectif d'en faire un équivalent du Grand Prix littéraire d’Afrique noire, le « Goncourt africain » et le concours de nouvelles en 1971.
Elle prend part à la naissance de Radio France Internationale en 1975.
En 1981, elle crée le Prix découvertes RFI, qui vise à mettre en avant, chaque année, les nouveaux talents musicaux du continent africain.
Elle prend sa retraite en 1995 et devient conseillère culturelle auprès du président malien Alpha Omar Konaré et partage sa vie entre Bamako et Paris jusqu’en 2003.
Françoise Ligier meurt le 22 novembre 2006 à l'âge de 77 ans.